# Лукиных, Валерий Фёдорович
Валерий Федорович Лукиных (род. 15 марта 1948, г. Чортков, Тернопольская область, Украина) — российский экономист, общественный деятель, кандидат физико-математических наук, доктор экономических наук, член-корреспондент Российской инженерной академии.

## Биография
Родился 15 марта 1948 года в г. Чортков Тернопольской области Украины. После окончания средней школы работал токарем на Тернопольском машиностроительном заводе.
В 1967—1972 годах — студент Красноярского политехнического института.
В 1972—1974 годах — служба в Советской Армии на офицерских должностях.
В 1974—1991 годах — научный сотрудник Института физики СО АН СССР им. Л. В. Киренского. Занимался исследованиями процессов преобразования частоты лазерного излучения.
В 1986 году защитил диссертацию кандидата физико-математических наук.
В 1991—2001 годах работал в бизнесе, являлся директором научно-производственной компании, руководил товарно-фондовой биржей.
В 2001—2002 годах — доцент Красноярского государственного торгово-экономического института;
В 2002—2004 годах — начальник политотдела Красноярского регионального отделения партии Единая Россия;
В 2004—2005 годах — доцент Красноярского государственного торгово-экономического института;
В 2005—2007 годах — доцент Сибирского государственного аэрокосмического университета.
В 2007—2010 годах — декан факультета Международного бизнеса Сибирского государственного аэрокосмического университета.
С 2010 года — заведующий кафедрой Логистики, а с сентября 2018 года — Логистики и маркетинга в АПК Красноярского государственного аграрного университета.
В 2011 году защитил диссертацию на соискание ученой степени доктора экономических наук по специализации «Экономика и управление народным хозяйством — логистика».
.
В мае 2015 года избран членом-корреспондентом Российской инженерной академии..
С 2002 года и по настоящее время (2019 год) является генеральным директором Сибирского отделения Международного центра логистики, с 2012 является директором научно-исследовательской внедренческой компании «Логикон».

## Научная деятельность
Автор и соавтор более 100 научных трудов по физике и экономике, в том числе семи монографий, руководит аспирантами. По данным научной библиотеки eLIBRARY, по состоянию на май 2024 года на научные публикации с его участием было сделано 680 ссылок.
Член Инновационного совета при главе города Красноярска;
Организатор семнадцати ежегодных международных научно-практических конференций «Логистика — эффективность бизнеса», «Логистика и экономика регионов», «Логистика — Евразийский мост». В 2018 году конференция «Логистика — Евразийский мост» проходила сразу в двух городах — Красноярске и Абакане, а в 2019 году — в Красноярске, Абакане и Кызыле. В 2020 году конференция проходила из-за пандемии проходила в очно-дистанционном формате, а в 2021 году сначала в Красноярске, а потом в Енисейске. В 2022 году в рамках конференции был организован видеомост «Китай — Россия».
Профессор Международного Института развития логистики (г. Целье, Словения). С августа 2019 года является членом Экспертного совета Высшей аттестационной комиссии при Министерстве науки и высшего образования Российской Федерации по экономическим наукам.

## Общественная и политическая деятельность
В 1990—1993 годах — депутат, член президиума Красноярского городского Совета депутатов.
В 1990 году — участник движения «Демократическая Россия», член его Координационного Совета; с марта 1991 года — член Демократической партии России, с июня 1991 года — председатель Красноярской краевой организации ДПР, — член Правления Демократической партии России; участник II и III съездов ДПР.
В 1993 году, на выборах в Государственную думу (1 созыва) список партии получил 5,53 % проведя по партийным спискам 14 депутатов и 1-го по одномандатному округу № 174 от Томской области. В. Ф. Лукиных, как руководитель партийной организации Красноярского края мог стать депутатом Госдумы по партийному списку, но отказался от мандата в пользу своего заместителя на этом посту Ф. С. Пашенных..
С 2000 года является вице-президентом Межрегиональной общественной организации предпринимателей Сибири «Сибирь без границ».

## Избранные труды
- Лукиных В. Ф., Логистика: учеб. пособие / В. Ф. Лукиных , Н. А. Тод; Краснояр. гос. аграр. ун-т. — Красноярск, 2018. — 352 с.
- Лукиных В. Ф., Швалов П. Г. Логистическая инфраструктура городской агломерации /В. Ф. Лукиных, П. Г. Швалов; Красноярск. гос. аграр. ун-т. — Красноярск, 2018. — 147 с.
- Лукиных В. Ф., Аврамчиков В. М. Инновационные методы исследования движения временных рядов на фондовом рынке. — Красноярск: Изд-во Красноярск. ГАУ, 2016. — 156 с.
- Лукиных В. Ф. Методология управления многоуровневой региональной логистической системой. Монография/Красноярск: ЛИТЕРА-принт, 2010.-292 с.
- Лукиных В. Ф. Методология гармонизации структуры отраслей в экономике региона. Монография / Сиб. гос. аэрокосмич. ун-т. — Красноярск, 2008. — 180 с.
- Лукиных В. Ф., Аврамчикова Н. Т. Формирование сети полюсов роста в регионе сырьевой направленности: монография. Сиб. гос. аэрокосмич. ун-т. — Красноярск, 2007.- С.124.
- Лукиных В. Ф., Куимов В. В., Телешева Н. Ф. Финансовые механизмы коммерческой деятельности. Красноярск: РИО КГПУ, 2000 — С.392.